# Icosaedro tridiminuito
In geometria solida, l'icosaedro tridiminuito è un poliedro con 8 facce che può essere costruito, come intuibile dal suo nome, diminuendo un icosaedro regolare sottraendogli tre piramidi pentagonali, quindi di fatto sostituendo tre gruppi di cinque facce triangolari dell'icosaedro con tre facce pentagonali adiacenti.

## Caratteristiche
L'icosaedro tridiminuito è uno dei 92 solidi di Johnson, in particolare quello indicato come J63, ossia un poliedro strettamente convesso avente come facce dei poligoni regolari ma comunque non appartenente alla famiglia dei poliedri uniformi, ed è il sesto di una serie di sette solidi platonici modificati tutti facenti parte dei solidi di Johnson.
Per quanto riguarda i 9 vertici di questo poliedro, su 6 di essi incidono due facce pentagonali e una triangolare e sui restanti tre incidono una faccia pentagonale e tre triangolari.
L'icosaedro tridiminuito è anche la figura al vertice del policoro uniforme chiamato 24-cell camuso.

## Formule
Considerando un icosaedro tridiminuito avente come facce dei poligoni regolari aventi lato di lunghezza {\displaystyle a}, le formule per il calcolo del volume {\displaystyle V} e della superficie {\displaystyle A} risultano essere:
{\displaystyle V={\frac {a^{3}}{24}}\left(15+7{\sqrt {5}}\right)\approx 1,2771865\ldots a^{3};}
{\displaystyle A={\frac {a^{2}}{4}}\left(5{\sqrt {3}}+3{\sqrt {25+10{\sqrt {5}}}}\right)\approx 7,3264957\ldots a^{2}.}

## Poliedri correlati
L'icosaedro tridiminuito può essere aumentato aggiungendogli una piramide a base pentagonale, ossia facendo combaciare la base di quest'ultima con una delle facce dell'icosaedro, e formando un icosaedro metabidiminuito, oppure aggiungendogli un tetraedro regolare, ossia facendo combaciare una delle sue facce triangolari con una delle facce di tali poliedro, e formando un icosaedro tridiminuito aumentato; in entrambi i casi si ottengono poliedri facenti parte dei solidi di Johnson.